# Чемпионат СССР по вольной борьбе 1960
16-й Чемпионат СССР по вольной борьбе проходил в Львове (наилегчайший, полулёгкий, полусредний и полутяжёлый веса), в Тбилиси (легчайший, лёгкий, средний и тяжёлый веса) с 17 по 20 марта 1960 года. В соревнованиях участвовало 202 борца.

## Медалисты
| Весовая категория | Золото                                      | Серебро                                       | Бронза                                      |
| ----------------- | ------------------------------------------- | --------------------------------------------- | ------------------------------------------- |
| Наилегчайший вес  | Али Алиев «Урожай» (Махачкала)              | Владимир Литвин «Буревестник» (Львов)         | Н. Гарибян «Спартак» (Баку)                 |
| Легчайший вес     | Михаил Шахов «Динамо» (Киев)                | Владимир Арсенян «Динамо» (Тбилиси)           | Айдын Ибрагимов «Динамо» (Баку)             |
| Полулёгкий вес    | Григорий Кирокосян «Спартак» (Орджоникидзе) | Юрий Тяньков «Буревестник» (Ленинград)        | Владимир Рубашвили «Буревестник» (Тбилиси)  |
| Лёгкий вес        | Роберт Джгамадзе Вооружённые Силы (Москва)  | Владимир Синявский «Локомотив» (Киев)         | Анзор Гвимрадзе «Спартак» (Тбилиси)         |
| Полусредний вес   | Гарсеван Небиеридзе «Буревестник» (Киев)    | Ю. Коха «Динамо» (Таллин)                     | Михаил Бекмурзов «Спартак» (Нальчик)        |
| Средний вес       | Георгий Схиртладзе «Спартак» (Тбилиси)      | Гурам Гобеджишвили «Буревестник» (Кутаиси)    | Арам Агабекян «Труд» (Москва)               |
| Полутяжёлый вес   | Борис Кулаев «Спартак» (Орджоникидзе)       | Борис Гуревич «Динамо» (Киев)                 | Анатолий Албул Вооружённые Силы (Ленинград) |
| Тяжёлый вес       | Оттар Канделаки «Динамо» (Тбилиси)          | Александр Иваницкий Вооружённые Силы (Москва) | Савкудз Дзарасов «Спартак» (Орджоникидзе)   |